# Conselho Nacional de Pesquisa e Pós-graduação em Direito
O CONPEDI  (Conselho Nacional de Pesquisa e Pós-graduação em Direito) é uma associação de personalidade jurídica de direito privado e sem fins lucrativos, voltada para apoiar os estudos jurídicos e o desenvolvimento da pós-graduação em Direito.
A associação têm como objetivo incentivar os estudos jurídicos de pós-graduação nas diferentes instituições brasileiras de ensino universitário; colaborar na definição de políticas jurídicas para a formação de pessoal docente da área jurídica, opinando, junto às autoridades educacionais, sobre os assuntos de interesse da pesquisa e da pós-graduação em Direito; defender e promover a qualificação do ensino jurídico, bem como sua função institucional e seu papel social.
Desde sua criação, em 1992, o CONPEDI organiza e promove encontros e congressos semestrais sobre ensino e pesquisa jurídica. A partir do Congresso realizado em Florianópolis em 2004, a associação passou a publicar os trabalhos apresentados pelos professores/pesquisadores e discentes de pós-graduação de todo o país.
Além dos congressos nacionais também realiza congressos internacionais e encontros regionais para incentivar a discussão de temas sobre pós-graduação em Direito.